# Эндинген (Кайзерштуль)
Э́ндинген (нем. Endingen am Kaiserstuhl) — город в Германии, в земле Баден-Вюртемберг.
Подчинён административному округу Фрайбург. Входит в состав района Эммендинген. Население составляет 9104 человека (на 31 декабря 2010 года). Занимает площадь 26,72 км². Официальный код — 08 3 16 012.
Город подразделяется на 3 городских района.
В Эндингене находится фабрика производителя посудомоечных машин Winterhalter Gastronom GmbH.

## Фотографии

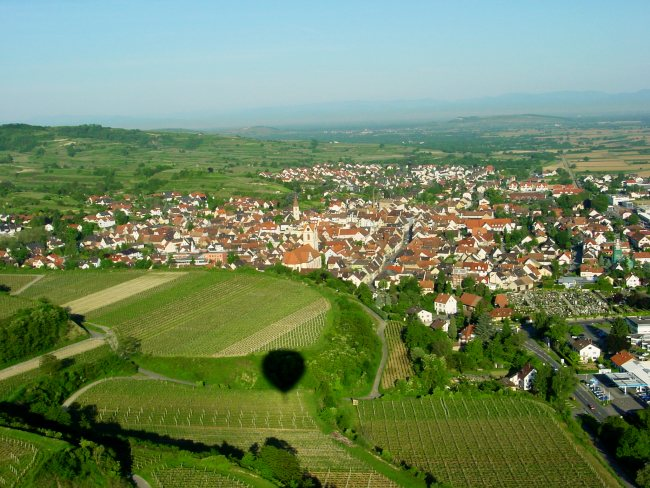
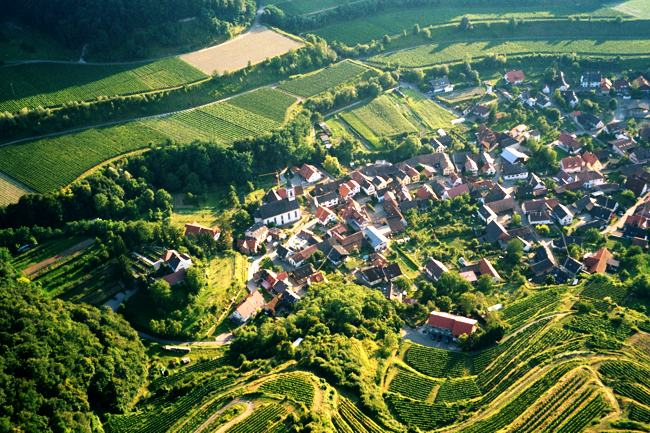
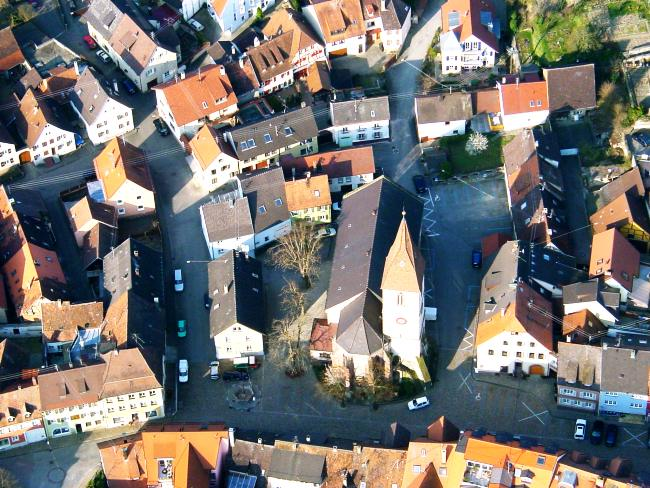
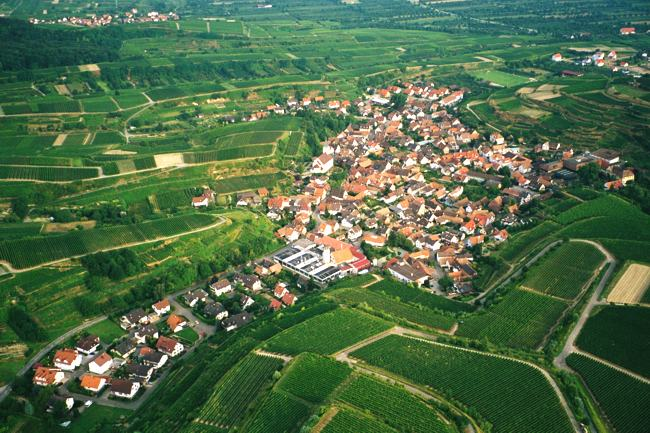
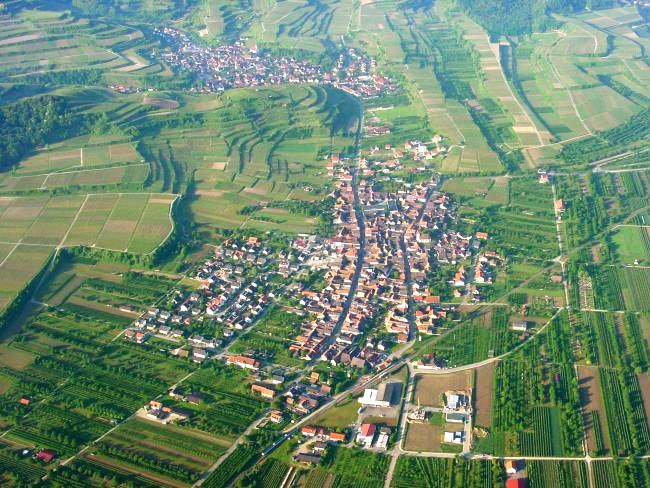